# Голенювский повет
Голенювский повет (пол. Powiat goleniowski) — повет (район) в Польше, входит как административная единица в Западно-Поморское воеводство. Центр повета — город Голенюв. Занимает площадь 1616,99 км². Население — 82 355 человек (на 31 декабря 2015 года).

## Административное деление
- города: Голенюв, Машево, Новогард
- городско-сельские гмины: Гмина Голенюв, Гмина Машево, Гмина Новогард
- сельские гмины: Гмина Осина, Гмина Пшибернув, Гмина Степница

## Демография
Население повета дано на 31 декабря 2015 года.
| Перепись            | Всего | Мужчины | Женщины |
| ------------------- | ----- | ------- | ------- |
| Всего               | 82355 | 40645   | 41710   |
| Городское население | 45141 | 21753   | 23388   |
| Сельское население  | 37214 | 18892   | 18322   |